# Ипсиланти, Дмитрий Константинович
Дми́трий Константи́нович Ипсила́нти (греч. Δημήτριος Υψηλάντης; 25 декабря 1793 — 5 августа 1832, Нафплион, Пелопоннес) — активный участник Войны за независимость Греции. Выходец из известного фанариотского рода Ипсиланти, второй сын Константина Ипсиланти, брат Александра Ипсиланти, офицер русской службы. Член Филики Этерия. В честь Дмитрия Ипсиланти назван город Ипсиланти в штате Мичиган.

## Роль в войне за независимость Греции
Высадился в июне 1821 года в Морее и принял на себя именем своего брата руководство восстанием в ходе греческой войны за независимость. Несмотря на популярность своего имени, он скоро потерял почти всякий престиж; этому всего более содействовали его слишком явные притязания на корону.
В январе 1822 года он был избран президентом первого народного собрания, но уже на нём оказался в меньшинстве со своей «военной» партией. Оставил свой пост в 1823 году. После этого был одним из многих вождей инсургенционных  отрядов. В 1828 году назначен командующим войсками Восточной Греции. 
25 сентября 1829 года ему удалось вынудить турецкого главнокомандующего Аслам-Бея подписать капитуляцию, что положило конец активным боевым действиям в Греции (см. Битва при Петре). 
Оставил греческую службу в 1830 году вследствие несогласия с некоторыми мероприятиями Каподистрии.